# シュタディオン・アム・ベーレンファルター
シュタディオン・アム・ベーレンファルター（Stadion am Böllenfalltor）は、ドイツ・ヘッセン州ダルムシュタットにあるサッカー専用スタジアム。
SVダルムシュタット98がホームスタジアムとして使用している。
愛称：メルク・シュタディオン・アム・ベーレンファルター

## 歴史
1919年、ダルムシュタットの2つのクラブである、FKオリンピアとSC05として合併。
1921年、シュタディオン・アム・ベーレンファルターに開場、スタジアムは開場後約8000人の観客を収容するスペースを提供し、長さ380mの噴石トラックが含まれ、ピッチは幅65m、長さ105mである。
第二次世界大戦後1946年4月にアメリカ軍がスタジアムを接収し、1946年5月以降野球場として使用した為シュタディオン・アム・ベーレンファルターの使用は許可されなくなり、1940年代の終わりまで、Böllenfalltordionを復活させ、再建を許可するための努力が強められ多くの努力の末、スタジアムはスポーツ用に返還された。
1950年、建築家のピーター・グルントの元にシュタディオン・アム・ベーレンファルターを再建。
1952年、ランニングトラックとグランドスタンドの屋根を設置し完成しグランドスタンドの長さは90mで、スタジアムは約25,000人の観客を収容。
1975年11月8日、古いグランドスタンドは取り壊され、より近代的な建物に置き換えられこれにより、4,000人の屋根付きメイングランドスタンドが誕生。
1978年、スタジアムが30,000人に拡張。
1981年、180万マルクの投光器システムを設置。
2014年6月、メルク・シュタディオン・アム・ベーレンファルターを命名。
2016/17シーズン、ヨナサン・ハイメス・シュタディオン・アム・ベレンファルトールを変更。
2017年、再びメルク・シュタディオン・アム・ベーレンファルターを戻す。
2018年1月、SVダルムシュタット98の子会社「SV98スタディオンGmbH」がスタジアムの運営と改修を引き継ぎ2058年まで運営を協会に任せ、年間地代を受け入れる。
2023年、グランドスタンド初の本格的に稼働する太陽光発電システムが装備。

## アクセス
ダルムシュタット市電2、9系統メルクシュタディオン電停下車。

## 開催された主な試合
- 国際Aマッチ

| 日付          | ホームチーム | 結果 | アウェーチーム | ラウンド |
| ------------- | ------------ | ---- | -------------- | -------- |
| 1978年5月17日 | 西ドイツ     | 6-1  | ヘッセ選抜     | 親善試合 |

- 国際Aマッチ (女子)

| 日付          | ホームチーム | 結果      | アウェーチーム | ラウンド |
| ------------- | ------------ | --------- | -------------- | -------- |
| 2003年9月11日 | ドイツ       | 4-0 (3-0) | イングランド   | 親善試合 |

- UEFA U-21欧州選手権

| 日付          | ホームチーム | 結果 | アウェーチーム | ラウンド                 |
| ------------- | ------------ | ---- | -------------- | ------------------------ |
| 1998年4月14日 | ドイツ       | 1-1  | イスラエル     | U-21欧州選手権・欧州予選 |

## ギャラリー

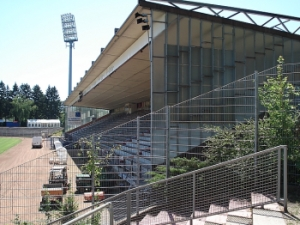
2006年のメインスタンド
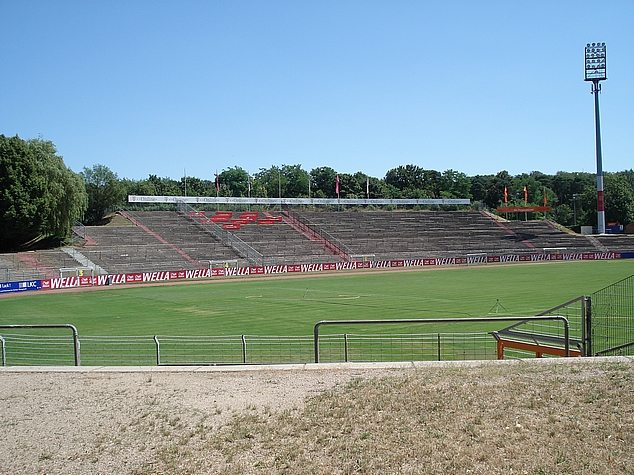
2007年のスタジアム
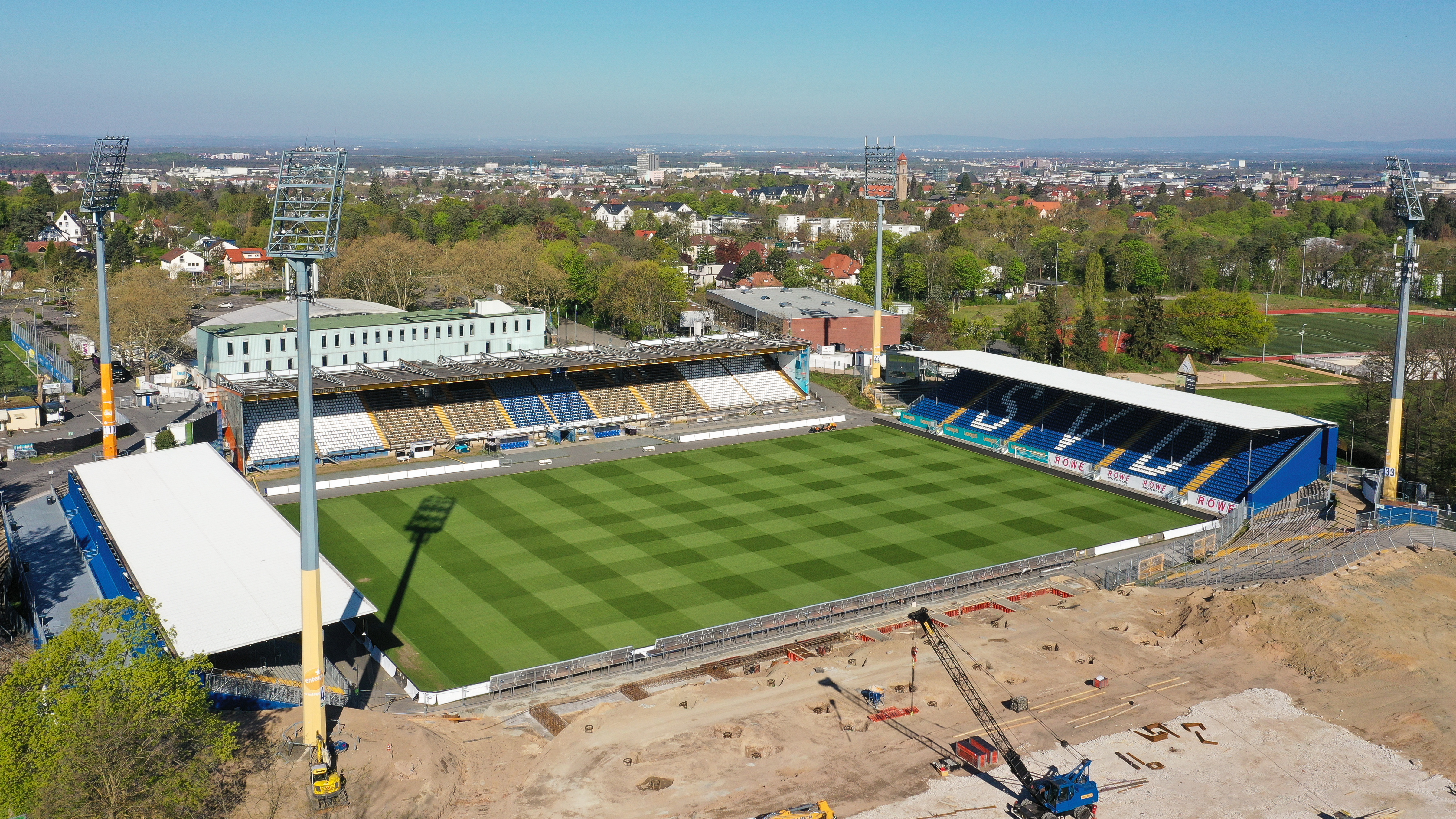
2019年の空撮
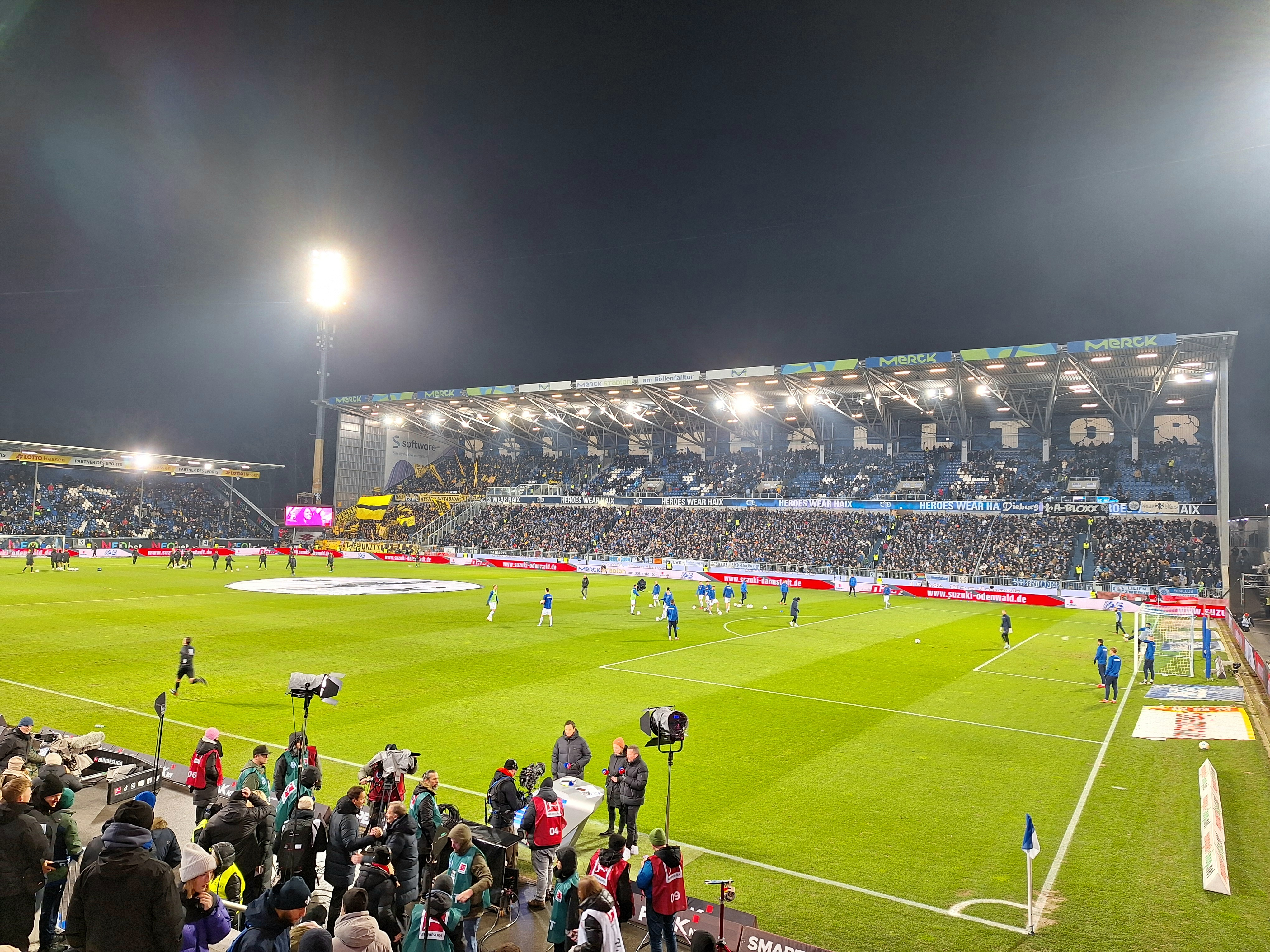
2024年のスタジアム